# Газозбірна система ГПЗ Гарад
Газозбірна система ГПЗ Гарад – система трубопроводів, яка подає природний газ на майданчик саудійського газопереробного заводу Гарад.
В 2003 році почав роботу газопереробний завод Гарад, який передусім працює із продукцією газових родовищ Гарад (розташоване під однойменним блоком найбільшого в світі нафтового родовища Гавар), Тінат, Мідріках-Нуджайман, Вакр, Вудайхі, Газал. Подачу ресурсу первісно організували через три газозбірні маніфольди:
- Гарад-Південь, що приймає продукцію родовища Гарад. Її подальша видача до ГПЗ організована по трьом перемичкам довжиною по 12 км – HDKHTL-4 (Haradh Khuff Trunkline-4) та HDKHTL-5 діаметром по 600 мм, які призначені для газу із значним вмістом сірководню із формації Хуфф, а також HDHDG-1 (Haradh Haradh Gas-1) діаметром 700 мм, що подає ресурс із малими обсягами сірководню (такі характеристики властиві формації Унайза);
- Вакр, що сполучений із ГПЗ трубопроводом WQHDG-1 (Waqr Haradh Gas-1) довжиною 50 км з діаметром 750 мм;
- Тінат, що сполучений із ГПЗ трубопроводом TIHDG-1 (Tinat Haradh Gas-1) довжиною 44 км з діаметром 500 мм.
При цьому газозбірний маніфольд Гарад-Північ підключили до сусіднього газопереробного заводу Гавія.
В подальшому до ГПЗ Гарад вивели трубопроводи від розташованого за понад сто десять кілометрів на захід маніфольду Газаль (до якого наприкінці 2010-х підключили газопровід Нуайім – Газаль) та розташованого за майже чотири десятки кілометрів на південь маніфольду Мідріках (при цьому в першій половині 2020-х Мідріках також сполучили із ГПЗ Гавія). 